# Marcin Borski
Marcin Borski (Varsavia, 13 aprile 1973) è un arbitro di calcio polacco.

## Biografia
È arbitro del Campionato di calcio polacco dal 1999 ed internazionale dal 2006. Nel 2007 ha esordito in un preliminare di Champions League.
Successivamente, ha diretto per la prima volta in una gara tra nazionali maggiori nell'ottobre 2008, arbitrando Lussemburgo - Moldavia terminata senza reti e valida per le qualificazioni ai Mondiali 2010. Ha poi diretto l'incontro tra Georgia e Italia, valido sempre per le qualificazioni ai Mondiali 2010.
Nel settembre 2010 ha poi esordito nella fase a gironi dell'Europa League, dirigendo un match tra Steaua Bucarest e Napoli. In questa partita venne molto criticato dalla squadra di casa per l'eccessivo recupero concesso, a seguito di cui la squadra ospite trovò il gol del clamoroso pareggio al 97'.
Nel dicembre 2011 viene selezionato come quarto ufficiale per gli Europei di calcio del 2012 in Polonia ed Ucraina.
Nel settembre 2012 arriva per lui anche l'esordio nella fase a gironi della Champions League: l'UEFA lo designa per una partita della prima giornata, tra Lille  e BATE Borisov.